# World Biodiversity Association
World Biodiversity Association onlus (per brevità WBA) è un'organizzazione no-profit che promuove lo studio e la conservazione della biodiversità attraverso attività di ricerca e di educazione.

## Fondazione e missione
WBA è stata fondata nel 2004 presso il Museo Civico di Storia Naturale di Verona da un gruppo di naturalisti impegnati nell'individuazione di metodi di gestione territoriale basati sui principi dello sviluppo sostenibile, volti all'integrazione tra uomo e ambiente naturale. L'attuale Presidente di WBA onlus è il naturalista vicentino Paolo Fontana. L'Associazione ha due obiettivi principali: la ricerca sulla biodiversità e l'educazione. È un'organizzazione che si professa indipendente rispetto a governi e partiti politici e agisce senza porre discriminazioni di razza, religione, sesso o opinione.

## Attività
Attraverso l'organizzazione di spedizioni naturalistiche, WBA conduce ricerche scientifiche in varie parti del mondo, sotto la guida di un proprio Comitato scientifico internazionale composto da docenti universitari, botanici e zoologi. In particolare, WBA ha sviluppato specifici progetti di ricerca nel bacino del Mediterraneo, Centro America e Sud America. Tali indagini hanno permesso la scoperta di centinaia di nuove specie, oggetto di un'intensa attività editoriale che si realizza nella pubblicazione periodica di testi scientifici e divulgativi delle seguenti serie: Memoirs on Biodiversity, WBA Handbooks, WBA Monographs, WBA Education e Biodiversity Friend.

### La settimana della biodiversità
WBA organizza annualmente la settimana della biodiversità nel corso della quale un'area di particolare interesse naturalistico viene scelta per essere studiata dai botanici e dagli zoologi dell'Associazione.

### Attività educativa
L'attività educativa di World Biodiversity Association è rivolta soprattutto ai giovani, per avvicinarli ai valori della tutela della diversità, del rispetto degli ecosistemi e del diritto alla vita di tutti gli organismi. Nelle ccuole, gli studenti sono coinvolti in progetti per la conservazione attiva della biodiversità attraverso l'acquisto di porzioni di foresta equatoriale e la messa a dimora di alberi di specie autoctone per la creazione e il mantenimento di piccoli boschi in città. Ogni anno il 4 ottobre, giorno di San Francesco, WBA organizza la “Giornata della Biodiversità”, una manifestazione dedicata al mondo della scuola sui temi della conservazione della natura, nella quale il prof. Giovanni Onore, Presidente della Fundacion Otonga (Ecuador) e socio fondatore di WBA, tratta i temi dello studio e conservazione della biodiversità in Sud America.

### Orto Botanico del Monte Baldo
WBA è coinvolta anche nella direzione scientifica dell'Orto botanico del Monte Baldo, in uno dei territori con la maggiore biodiversità in Europa.

## Biodiversity Friend
WBA, inoltre, promuove azioni di responsabilità ambientale anche tra le imprese, per indirizzare il mondo produttivo verso una prospettiva di sostenibilità. In questo contesto WBA nel 2010, proclamato dall'ONU “Anno Internazionale della Biodiversità”, ha proposto “Biodiversity Friend” la prima certificazione per valutare la conservazione della biodiversità in agricoltura.